# Roman (Bulgarien)
Roman (bulg. Роман) ist eine Stadt in Nordwest-Bulgarien, in der Oblast Wraza, nahe der Stadt Mesdra. Roman ist das Verwaltungszentrum der gleichnamigen Gemeinde Roman.

## Lage

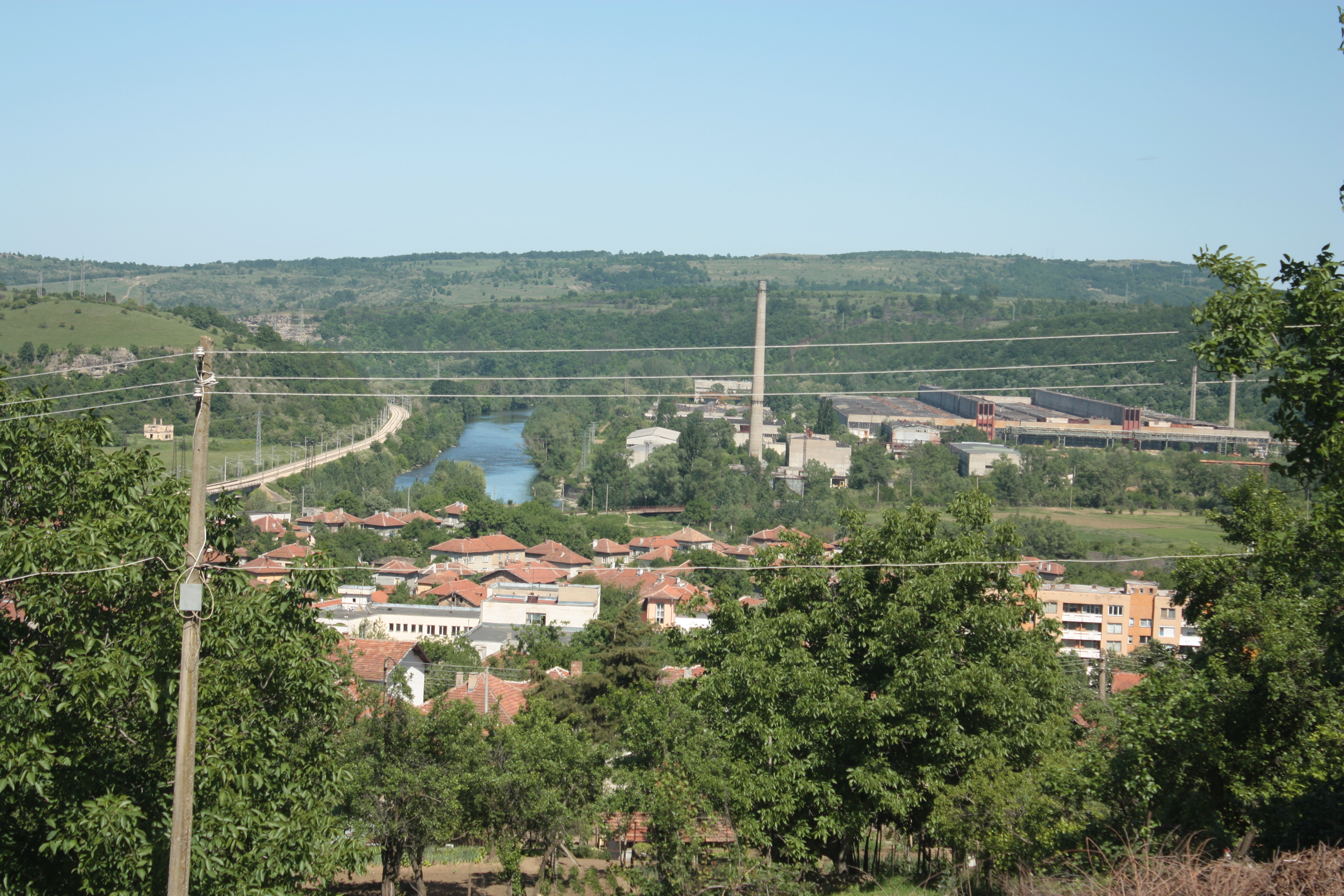
Teilansicht von Roman mit dem Iskar-Fluss

Prawez liegt 30 km südlich von Roman, Sofia liegt 70 km südwestlich von Roman.
Die Gemeinde Roman liegt im südöstlichen Teil der Oblast Wraza in Nordwestbulgarien. Nach Süden grenzt sie an die Oblaste Plewen und Lowetsch, im Süden an die Oblast Sofia-Stadt. Die Gemeinde grenzt im Westen an die Gemeinde Mesdra, im Norden an die Gemeinde Bjala Slatina, im Osten an die Gemeinden Tscherwen Brjag, Lukowit und Jablaniza und im Süden an die Gemeinden Prawez und Botewgrad.
Die Stadt Roman, mit 3512 Einwohnern unmittelbar am Zusammenfluss des Kleinen Iskars in den Iskar gelegen, ist das Verwaltungszentrum der gleichnamigen Gemeinde. Roman liegt 150 m über dem Meeresspiegel. Zum Oblast-Zentrum, der Stadt Wraza sind es 42 Kilometer nach Westen, nach Mesdra sind es 29 Kilometer nach Westen und zur Hauptstadt Sofia 120 Kilometer (Straße) bzw. 109 Kilometer (Eisenbahn) nach Südwesten.
Die Gemeinde Roman umfasst außer der Stadt noch 12 Dörfer: Dolna Beschowiza, Kameno Pole, Karasch, Kunino, Kurnowo, Markowo Rawnischte, Radowene, Sinjo Bardo, Sredni Rat, Stojanowzi, Strupez, Chubawene. Das Gebiet der Gemeinde umfasst 8,3 % des Gebietes der Oblast. Es gibt 7 Bürgermeisterämter und 4 örtliche Vertretungen (so etwas wie zweitrangige Bürgermeisterämter).

## Geschichte
Die Stadt steht auf den Überresten einer alten Siedlung aus der Bronzezeit. Erstmals wurde der Ort urkundlich in einem osmanischen Steuerregister (Tımar) von 1430 erwähnt. Das Ende der osmanischen Herrschaft über den Ort kam am 27. November 1877. Der Name der Stadt leitet sich von der mittelalterlichen Roman-Festung ab. Von der Festung ist heute fast nichts mehr übrig. Seit 1897 ist in Roman ein Bahnhof an der Bahnstrecke Sofia-Warna, der zentralen Bahnstrecke Nordbulgariens. In Roman wurde 1913 eine Zelle der Bulgarischen Sozialistischen Arbeiterpartei gegründet. Während des Juniputsches am 9. Juni 1923 wurde der Bahnhof von einer faschistischen Gruppe eingenommen. Die Einwohner von Roman beteiligten sich am antifaschistischen Kampf in den Jahren 1941 bis 1944.
Die Gemeinde Roman wurde mit Anordnung vom 1. August 1934 als Zentrale Obschtina Roman gegründet. Das Gemeindezentrum Roman wurde am 4. September 1974 zur Stadt erhoben. Sie ist das administrative und organisatorische Zentrum der Gemeinde. Roman liegt ungefähr in der Mitte der Gemeinde. Es gibt eine Bahnverbindung zur Hauptstadt Sofia. In Roman leben 50 % der Bewohner der Gemeinde.
Seit 2010 ist die Stadt Namensgeber für den Roman Knoll, einen Hügel im Grahamland in der Antarktis.

## Wirtschaft

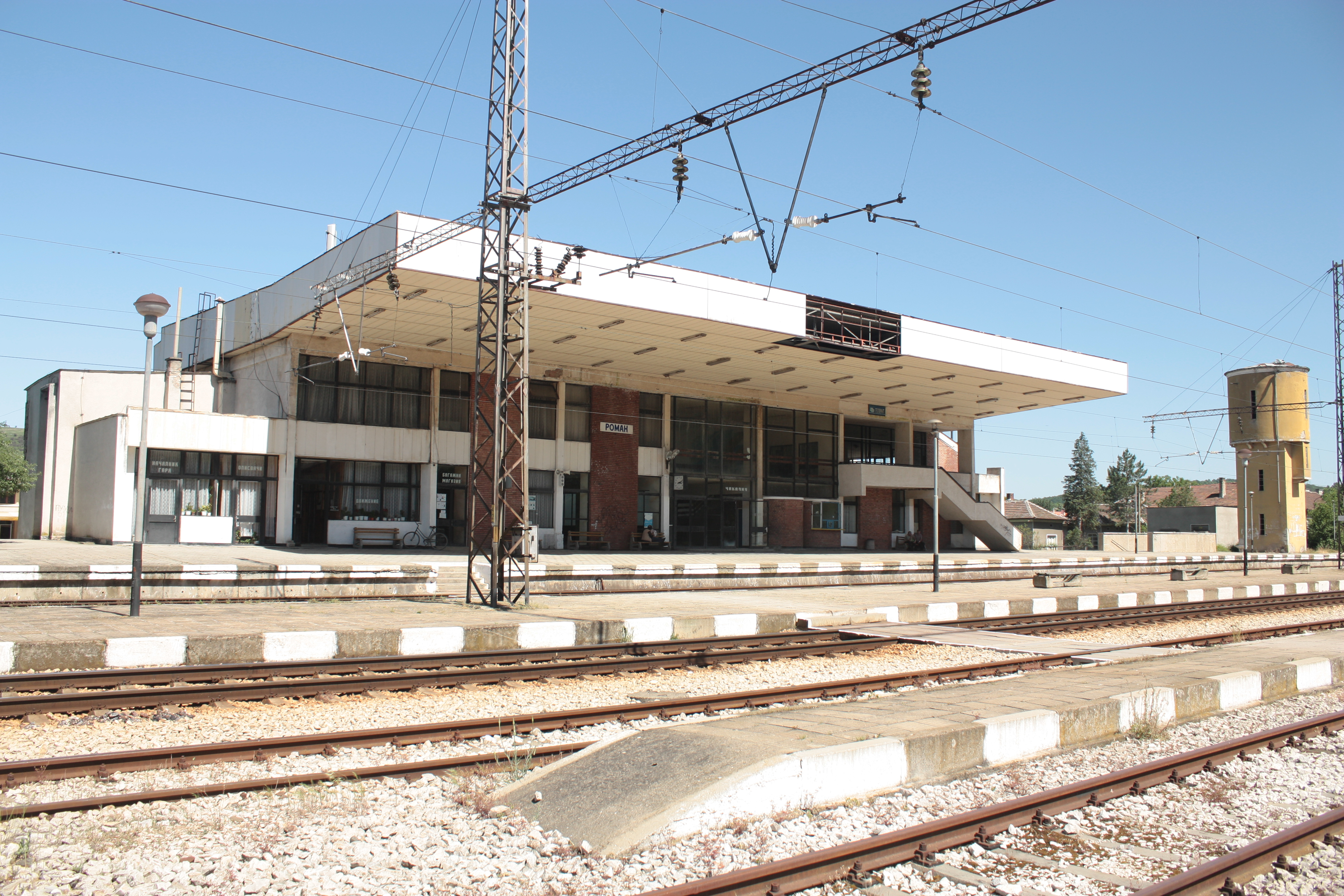
Bahnhof Roman

Nach der Befreiung Bulgariens 1878 entwickelte sich Roman mit dem Bau der Bahnlinie Sofia-Warna schnell. So wurde die Stadt zu einem wichtigen Verladepunkt für Holz, Vieh, Wolle und Milchprodukte.
Nach dem Abholzen der Wälder etablierte sich die Steinbearbeitung und der Handel als neue Erwerbsquelle. Es wurden unter anderem Werkstätten für Holzbearbeitung, Ziegeleien, Schnapsbrennereien eröffnet. Es entstanden einige Industriebetriebe. Der größte war ein Werk für Metallwaren (Stahldraht, Stahlseile u. ä.), das große Mengen an Stahl erzeugte und die Rohstoffe dafür aus Kremikowski bezog. Das 1978 gegründete Werk für Metallwaren ist heute die Firma Metizi (steel wires an steel cables), der einzige Produzent von Stahlkabeln in Bulgarien.
Weiterhin entstanden eine Konservenfabrik und ein Wasserkraftwerk am Iskar-Fluss.

## Demografie
Die Region Nordwestbulgarien hat in Bulgarien die geringste Bevölkerung, insgesamt 580.000 Einwohner. Wobei sich dieser Einwohner zum großen Teil auf die Gemeinden Wraza, Widin und Montana konzentrieren. Der Anteil der ethnischen Türken ist mit 0,3 % im Vergleich zum Landesdurchschnitt sehr gering, der Anteil der Sinti und Roma mit 6,2 % der Bevölkerung dieser Region relativ hoch. Die Abnahme der Bevölkerungszahlen der Region ist mit −12,2 % sehr hoch.
Bevölkerungsentwicklung in Roman:
- 1946: 1.749 Einwohner
- 1985: 4.137 Einwohner
- 1992: 3.780 Einwohner
- 2002: 3.512 Einwohner

Dieses negative Bevölkerungswachstum stellt für die Region Nordwestbulgarien ein großes Problem dar. Die Bevölkerung überaltert.